# گمینا گانساوا
گمینا گانساوا (به لهستانی:  Gmina Gąsawa) یک گمینا در لهستان است که در شهرستان ژنین واقع شده‌است. گمینا گانساوا ۱۳۵٫۷ کیلومتر مربع مساحت و ۵٬۲۳۵ نفر جمعیت دارد.